# Canada aux Jeux olympiques de la jeunesse d'hiver de 2012
Le Canada a participé aux Jeux olympiques de la jeunesse d'hiver de 2012 à Innsbruck en Autriche du 13 au 22 janvier 2012.
Beckie Scott était la chef de mission de l'équipe.
Le Canada n'a envoyé aucun patineur de vitesse (sur piste longue ou courte) après que la fédération du pays en ce sport a jugé l'évènement « pas appropriée sur le plan du développement ».

## Médaillés
| Médaille | Nom                                                  | Sport            | Épreuve                 | Date       |
| -------- | ---------------------------------------------------- | ---------------- | ----------------------- | ---------- |
| Or       | Michael Ciccarelli                                   | Snowboard        | Slopestyle hommes       | 19 janvier |
| Or       | Audrey McManiman                                     | Snowboard        | Slopestyle femmes       | 19 janvier |
| Argent   | Roni Remme                                           | Ski alpin        | Slalom femmes           | 20 janvier |
| Bronze   | Thomas Scoffin Corryn Brown Derek Oryniak Emily Gray | Curling          | Équipes mixtes          | 18 janvier |
| Bronze   | Matt Herauf                                          | Ski acrobatique  | Ski cross hommes        | 21 janvier |
| Bronze   | Canada                                               | Hockey sur glace | Tournoi masculin        | 21 janvier |
| Bronze   | Corey Gillies                                        | Skeleton         | Individuel hommes       | 21 janvier |
| Bronze   | Carli Brockway                                       | Skeleton         | Individuel femmes       | 21 janvier |
| Bronze   | Taylor Henrich Nathaniel Mah Dusty Korek             | Saut à ski       | Compétition par équipes | 21 janvier |

## Résultats

### Biathlon
Le Canada a qualifié une équipe de biathlon complète de 2 hommes et de 2 femmes. L'équipe a été annoncé le 19 avril 2011.
Hommes
| Athlète       | Épreuve   | Finale        | Finale  | Finale |
| Athlète       | Épreuve   | Temps         | Manqués | Rang   |
| ------------- | --------- | ------------- | ------- | ------ |
| Stuart Harden | Sprint    | 19 min 51 s 3 | 0       | 4      |
| Stuart Harden | Poursuite | 30 min 05 s 7 | 1       | 7      |
| Aidan Millar  | Sprint    | 23 min 23 s 1 | 7       | 43     |
| Aidan Millar  | Poursuite | 34 min 16 s 5 | 5       | 32     |

Femmes
| Athlète           | Épreuve   | Finale        | Finale  | Finale |
| Athlète           | Épreuve   | Temps         | Manqués | Rang   |
| ----------------- | --------- | ------------- | ------- | ------ |
| Sarah Beaudry     | Sprint    | 19 min 49 s 9 | 4       | 22     |
| Sarah Beaudry     | Poursuite | 31 min 05 s 4 | 2       | 14     |
| Danielle Vrielink | Sprint    | 18 min 45 s 9 | 1       | 9      |
| Danielle Vrielink | Poursuite | 30 min 34 s 8 | 2       | 11     |

Mixte
| Athlète                                                              | Épreuve                           | Finale            | Finale  | Finale |
| Athlète                                                              | Épreuve                           | Temps             | Manqués | Rang   |
| -------------------------------------------------------------------- | --------------------------------- | ----------------- | ------- | ------ |
| Sarah Beaudry Danielle Vrielink Aidan Millar Stuart Harden           | Relais mixte                      | 1 h 17 min 29 s 7 | 5+13    | 9      |
| Danielle Vrielink Maya Macisaac-Jones Stuart Harden Matthew Saurette | Relais mixte ski de fond/biathlon | 1 h 08 min 10 s 9 | 0+4     | 13     |

### Bobsleigh
Le Canada a qualifié un traîneau masculin et un traîneau féminin.
Hommes
| Athlète                       | Épreuve           | Finale   | Finale   | Finale        | Finale |
| Athlète                       | Épreuve           | Manche 1 | Manche 2 | Total         | Rang   |
| ----------------------------- | ----------------- | -------- | -------- | ------------- | ------ |
| Payton Berezowski Clay Sparks | Bob à deux hommes | 55 s 26  | 55 s 28  | 1 min 50 s 54 | 9      |

Femmes
| Athlète                      | Épreuve           | Finale   | Finale   | Finale        | Finale |
| Athlète                      | Épreuve           | Manche 1 | Manche 2 | Total         | Rang   |
| ---------------------------- | ----------------- | -------- | -------- | ------------- | ------ |
| Mercedes Miller Casey Froese | Bob à deux femmes | 57 s 29  | 57 s 29  | 1 min 54 s 58 | 7      |

### Combiné nordique
Le Canada a qualifié un homme.
Hommes
| Athlète       | Épreuve           | Saut à ski | Saut à ski | Ski de fond | Ski de fond   | Finale        | Finale |
| Athlète       | Épreuve           | Points     | Rang       | Retard      | Temps ski     | Total temps   | Rang   |
| ------------- | ----------------- | ---------- | ---------- | ----------- | ------------- | ------------- | ------ |
| Nathaniel Mah | Individuel hommes | 122,6      | 9          | 1 min 00 s  | 28 min 35 s 0 | 29 min 35 s 0 | 11     |

### Curling
Le Canada a qualifié une équipe mixte de 2 hommes et de 2 femmes.
Skip: Thomas Scoffin

Third: Corryn Brown

Second: Derek Oryniak

Lead: Emily Gray
L'équipe canadienne a été annoncée le 8 avril 2011.

#### Équipes mixtes
| Classement final du tour principal \| Groupe rouge \| Skip \| V \| D \| \| --------------- \| ----------------- \| - \| - \| \| Suède \| Rasmus Wranå \| 6 \| 1 \| \| Canada \| Thomas Scoffin \| 5 \| 2 \| \| Japon \| Shingo Usui \| 4 \| 3 \| \| Italie \| Amos Mosaner \| 4 \| 3 \| \| Grande-Bretagne \| Duncan Menzies \| 3 \| 4 \| \| Russie \| Mikhail Vaskov \| 3 \| 4 \| \| Autriche \| Mathias Genner \| 2 \| 5 \| \| Allemagne \| Daniel Rothballer \| 1 \| 6 \| |                   |   |   |
| Groupe rouge | Skip              | V | D |
| Suède | Rasmus Wranå      | 6 | 1 |
| Canada | Thomas Scoffin    | 5 | 2 |
| Japon | Shingo Usui       | 4 | 3 |
| Italie | Amos Mosaner      | 4 | 3 |
| Grande-Bretagne | Duncan Menzies    | 3 | 4 |
| Russie | Mikhail Vaskov    | 3 | 4 |
| Autriche | Mathias Genner    | 2 | 5 |
| Allemagne | Daniel Rothballer | 1 | 6 |

##### Résultats du tour principal
| C                        | 1 | 2 | 3 | 4 | 5 | 6 | 7 | 8 | 9 | 10 | Total |
| ------------------------ | - | - | - | - | - | - | - | - | - | -- | ----- |
| Allemagne (Rothballer) X | 2 | 1 | 0 | 0 | 0 | 0 | 1 | 0 |   |    | 4     |
| Canada (Scoffin)         | 0 | 0 | 2 | 1 | 0 | 2 | 0 | 1 |   |    | 6     |

| A                  | 1 | 2 | 3 | 4 | 5 | 6 | 7 | 8 | 9 | 10 | Total |
| ------------------ | - | - | - | - | - | - | - | - | - | -- | ----- |
| Autriche (Genner)  | 0 | 0 | 0 | 1 | 0 | 3 | 0 | 2 |   |    | 6     |
| Canada (Scoffin) X | 0 | 3 | 0 | 0 | 1 | 0 | 1 | 0 |   |    | 5     |

| C                  | 1 | 2 | 3 | 4 | 5 | 6 | 7 | 8 | 9 | 10 | Total |
| ------------------ | - | - | - | - | - | - | - | - | - | -- | ----- |
| Canada (Scoffin) X | 0 | 1 | 0 | 0 | 1 | 1 | 3 | X |   |    | 6     |
| Italie (Mosaner)   | 0 | 0 | 0 | 0 | 0 | 0 | 0 | X |   |    | 0     |

| D                         | 1 | 2 | 3 | 4 | 5 | 6 | 7 | 8 | 9 | 10 | Total |
| ------------------------- | - | - | - | - | - | - | - | - | - | -- | ----- |
| Canada (Scoffin) X        | 1 | 2 | 0 | 4 | 0 | 1 | X | X |   |    | 8     |
| Grande-Bretagne (Menzies) | 0 | 0 | 0 | 0 | 2 | 0 | X | X |   |    | 2     |

| B                 | 1 | 2 | 3 | 4 | 5 | 6 | 7 | 8 | 9 | 10 | Total |
| ----------------- | - | - | - | - | - | - | - | - | - | -- | ----- |
| Russie (Vaskov) X | 0 | 0 | 0 | 0 | 1 | 0 | X | X |   |    | 1     |
| Canada (Scoffin)  | 1 | 2 | 2 | 1 | 0 | 1 | X | X |   |    | 7     |

| D                | 1 | 2 | 3 | 4 | 5 | 6 | 7 | 8 | 9 | 10 | Total |
| ---------------- | - | - | - | - | - | - | - | - | - | -- | ----- |
| Suède (Wranå) X  | 0 | 1 | 0 | 0 | 2 | 0 | 2 | 0 | 1 |    | 6     |
| Canada (Scoffin) | 1 | 0 | 1 | 0 | 0 | 1 | 0 | 2 | 0 |    | 5     |

| A                  | 1 | 2 | 3 | 4 | 5 | 6 | 7 | 8 | 9 | 10 | Total |
| ------------------ | - | - | - | - | - | - | - | - | - | -- | ----- |
| Canada (Scoffin) X | 3 | 0 | 0 | 0 | 4 | 0 | 2 | X |   |    | 9     |
| Japon (Usui)       | 0 | 1 | 0 | 1 | 0 | 2 | 0 | X |   |    | 4     |

##### Quart de finale
| A                                | 1 | 2 | 3 | 4 | 5 | 6 | 7 | 8 | 9 | 10 | Total |
| -------------------------------- | - | - | - | - | - | - | - | - | - | -- | ----- |
| Canada (Scoffin)                 | 2 | 0 | 1 | 0 | 0 | 2 | 1 | 0 |   |    | 7     |
| République tchèque (Černovský) X | 0 | 2 | 0 | 3 | 2 | 0 | 0 | 0 |   |    | 6     |

##### Demi-finale
| D                  | 1 | 2 | 3 | 4 | 5 | 6 | 7 | 8 | 9 | 10 | Total |
| ------------------ | - | - | - | - | - | - | - | - | - | -- | ----- |
| Canada (Scoffin)   | 0 | 1 | 0 | 0 | 1 | 0 | 0 | X |   |    | 2     |
| Italie (Mosaner) X | 2 | 0 | 1 | 3 | 0 | 1 | 1 | X |   |    | 8     |

##### Match pour la médaille de bronze
| B                | 1 | 2 | 3 | 4 | 5 | 6 | 7 | 8 | 9 | 10 | Total |
| ---------------- | - | - | - | - | - | - | - | - | - | -- | ----- |
| Canada (Scoffin) | 1 | 0 | 2 | 0 | 1 | 1 | 0 | 1 |   |    | 6     |
| Suède (Wranå) X  | 0 | 1 | 0 | 3 | 0 | 0 | 0 | 0 |   |    | 4     |

Rang final :  3

#### Doubles mixtes

##### 16ede finale
| C                                              | 1 | 2 | 3 | 4 | 5 | 6 | 7 | 8 | 9 | 10 | Total |
| ---------------------------------------------- | - | - | - | - | - | - | - | - | - | -- | ----- |
| Thomas Scoffin (CAN) Kelsi Heath (NZL)         | 0 | 0 | 4 | 1 | 1 | 0 | 3 | X |   |    | 9     |
| Mizuki Kitaguchi (JPN) Thomas Muirhead (GBR) X | 1 | 2 | 0 | 0 | 0 | 2 | 0 | X |   |    | 5     |

| C                                         | 1 | 2 | 3 | 4 | 5 | 6 | 7 | 8 | 9 | 10 | Total |
| ----------------------------------------- | - | - | - | - | - | - | - | - | - | -- | ----- |
| Corryn Brown (CAN) Martin Reichel (AUT) X | 1 | 0 | 0 | 3 | 0 | 1 | 1 | 0 |   |    | 6     |
| Shingo Usui (JPN) Cao Ying (CHN)          | 0 | 1 | 1 | 0 | 1 | 0 | 0 | 1 |   |    | 4     |

| C                                                  | 1 | 2 | 3 | 4 | 5 | 6 | 7 | 8 | 9 | 10 | Total |
| -------------------------------------------------- | - | - | - | - | - | - | - | - | - | -- | ----- |
| Robert-Kent Päll (EST) Emily Gray (CAN)            | 0 | 0 | 0 | 2 | 0 | 0 | 0 | X |   |    | 2     |
| Anastasia Moskaleva (RUS) Tsukasa Horigome (JPN) X | 1 | 1 | 3 | 0 | 1 | 1 | 1 | X |   |    | 8     |

| C                                          | 1 | 2 | 3 | 4 | 5 | 6 | 7 | 8 | 9 | 10 | Total |
| ------------------------------------------ | - | - | - | - | - | - | - | - | - | -- | ----- |
| Frederike Manner (GER) Derek Oryniak (CAN) | 0 | 0 | 0 | 1 | 0 | 0 | X | X |   |    | 1     |
| Yoo Min-hyeon (KOR) Mako Tamakuma (JPN) X  | 3 | 2 | 3 | 0 | 5 | 1 | X | X |   |    | 14    |

##### 8ede finale
| A                                           | 1 | 2 | 3 | 4 | 5 | 6 | 7 | 8 | 9 | 10 | Total |
| ------------------------------------------- | - | - | - | - | - | - | - | - | - | -- | ----- |
| Corryn Brown (CAN) Martin Reichel (AUT) X   | 1 | 1 | 1 | 2 | 0 | 1 | 1 | 0 |   |    | 7     |
| Kang Sue-yeon (KOR) Krystof Krupanský (CZE) | 0 | 0 | 0 | 0 | 2 | 0 | 0 | 2 |   |    | 4     |

| A                                           | 1 | 2 | 3 | 4 | 5 | 6 | 7 | 8 | 9 | 10 | Total |
| ------------------------------------------- | - | - | - | - | - | - | - | - | - | -- | ----- |
| Thomas Scoffin (CAN) Kelsi Heath (NZL)      | 0 | 1 | 0 | 1 | 1 | 0 | 2 | 0 |   |    | 5     |
| Mikhail Vaskov (RUS) Zuzana Hrůzová (CZE) X | 2 | 0 | 1 | 0 | 0 | 1 | 0 | 2 |   |    | 6     |

##### Quart de finale
| D                                         | 1 | 2 | 3 | 4 | 5 | 6 | 7 | 8 | 9 | 10 | Total |
| ----------------------------------------- | - | - | - | - | - | - | - | - | - | -- | ----- |
| Korey Dropkin (USA) Marina Verenich (RUS) | 1 | 2 | 2 | 0 | 4 | 0 | 0 | X |   |    | 9     |
| Corryn Brown (CAN) Martin Reichel (AUT) X | 0 | 0 | 0 | 1 | 0 | 1 | 1 | X |   |    | 3     |

### Hockey sur glace
Le Canada a qualifié une équipe masculine de 17 athlètes.
Les coentraîneurs ont été annoncés le 14 octobre 2011 et ont été Jim Hulton et Curtis Hunt.
Les joueurs ont été annoncés le 21 octobre 2011 et ont été sélectionnes par un processus qui impliquait un tirage au sort parmi une liste de 39 noms établis par les treize branches de Hockey Canada avec un représentant garanti par branche (l'Ontario, le Québec et Alberta ont le droit chacun a un représentant supplémentaire). Les joueurs sélectionnés apparaissent ci-dessous.
Gardiens de but :
- Keven Bouchard (QC)
- Sam Walsh (PEI)

Défense :
- Josh Carrick (ON)
- Jarrett Crossman (NB)
- Joe Hicketts (BC)
- Brycen Martin (AB)
- Brendan Nickerson (NS)
- Ryan Pilon (SK)

Attaquants :
- Adam Brooks (MB)
- Ryan Burton (ON)
- Eric Cornel (ON)
- Reid Duke (AB)
- Reid Gardiner (SK)
- Ryan Gropp (BC)
- Nicolas Hébert (QC)
- Garrett James (ON)
- Nathan Yetman (NL)

| Légende                        |
| ------------------------------ |
| Qualifié pour les demi-finales |

Groupe A
| Clt   | Équipe     | PJ | V | VP | D | DP | BP | BC | Diff | Pts |
| ----- | ---------- | -- | - | -- | - | -- | -- | -- | ---- | --- |
| +001, | Russie     | 4  | 3 | 0  | 1 | 0  | 25 | 9  | +16  | 9   |
| +002, | Canada     | 4  | 2 | 1  | 1 | 0  | 20 | 7  | +13  | 8   |
| +003, | Finlande   | 4  | 2 | 0  | 1 | 1  | 13 | 11 | +2   | 7   |
| +004, | États-Unis | 4  | 2 | 0  | 2 | 0  | 14 | 18 | –4   | 6   |
| +005, | Autriche   | 4  | 0 | 0  | 4 | 0  | 3  | 30 | –27  | 0   |

- Qualifié pour les demi-finales

| 13 janvier 2012 | Russie | 4-3 (2–1, 2–1, 0–1) | Canada | Tyrolean Ice Arena 932 spectateurs |

| Feuille de match | Feuille de match | Feuille de match            | Feuille de match | Feuille de match                                               |
| ---------------- | --- | --------------------------- | --- | -------------------------------------------------------------- |
|                  | A. Protapovich (E. Tsvetkov) – 5 min 8 s E. Tsvetkov – 11 min 56 s M. Lazarev (I. Nikolishin) (IN) – 18 min 58 s D. Vovchenko (I. Nikolishin) – 26 min 38 s | 1–0 1–1 2–1 3–1 3–2 4–2 4–3 | 5 min 33 s – R. Pilon (J. Hicketts, R. Gardiner) 21 min 37 s – A. Brooks (J. Carrick) 42 min 5 s – R. Gardiner (J. Hicketts) | Arbitrage : Andreas Harnebring Daniel Persson Martin Smeibidlo |
| Sergey Korobov   | Gardiens | Keven Bouchard              | | Arbitrage : Andreas Harnebring Daniel Persson Martin Smeibidlo |
| 2 min            | Pénalités | 4 min                       | | Arbitrage : Andreas Harnebring Daniel Persson Martin Smeibidlo |
| 29               | Tirs | 23                          | | Arbitrage : Andreas Harnebring Daniel Persson Martin Smeibidlo |

| 15 janvier 2012 | Canada | 5-1 (1–0, 2–1, 2–0) | États-Unis | Tyrolean Ice Arena 2 575 spectateurs |

| Feuille de match | Feuille de match | Feuille de match        | Feuille de match                    | Feuille de match                                       |
| ---------------- | --- | ----------------------- | ----------------------------------- | ------------------------------------------------------ |
|                  | E. Cornel – 3 min 58 s R. Gropp (E. Cornel) – 16 min 30 s R. Duke (A. Brooks, R. Pilon) – 28 min 54 s A. Brooks (B. Martin, R. Gardiner) (SN) – 43 min 21 s R. Gropp (R. Gardiner, E. Cornel) (SN) – 44 min 6 s | 1–0 2–0 2–1 3–1 4–1 5–1 | 17 min 39 s – B. Clarke (J. Jacobs) | Arbitrage : Simon Aicher Andrei Haurylenka Tilen Pahor |
| Keven Bouchard   | Gardiens | Logan Halladay          |                                     | Arbitrage : Simon Aicher Andrei Haurylenka Tilen Pahor |
| 2 min            | Pénalités | 12 min                  |                                     | Arbitrage : Simon Aicher Andrei Haurylenka Tilen Pahor |
| 27               | Tirs | 16                      |                                     | Arbitrage : Simon Aicher Andrei Haurylenka Tilen Pahor |

| 17 janvier 2012 | Autriche | 0-9 (0–4, 0–2, 0–3) | Canada | Tyrolean Ice Arena 749 spectateurs |

| Feuille de match | Feuille de match | Feuille de match                    | Feuille de match | Feuille de match                                        |
| ---------------- | ---------------- | ----------------------------------- | --- | ------------------------------------------------------- |
|                  |                  | 0–1 0–2 0–3 0–4 0–5 0–6 0–7 0–8 0–9 | 0 min 40 s – A. Brooks (N. Hébert, B. Martin) 2 min 16 s – R. Burton (N. Yetman, J. Crossman) 6 min 15 s – R. Gropp (E. Cornel) (SN) 12 min 7 s – E. Cornel (R. Gropp) 16 min 42 s – R. Gardiner (R. Gropp) 24 min 35 s – G. James 38 min 31 s – R. Duke (B. Martin, A. Brooks) (SN) 40 min 14 s – R. Pilon 41 min 24 s – R. Duke (B. Martin, J. Carrick) | Arbitrage : Stian Halm Andrei Haurylenka Benjamin Hoppe |
| Stefan Müller    | Gardiens         | Sam Walsh                           | | Arbitrage : Stian Halm Andrei Haurylenka Benjamin Hoppe |
| 10 min           | Pénalités        | 6 min                               | | Arbitrage : Stian Halm Andrei Haurylenka Benjamin Hoppe |
| 16               | Tirs             | 44                                  | | Arbitrage : Stian Halm Andrei Haurylenka Benjamin Hoppe |

| 18 janvier 2012 | Canada | 3-2 (TB) (0–0, 2–1, 0–1) (Prolongation : 0–0) (Tir de fusillade : 2–1) | Finlande | Tyrolean Ice Arena 1 261 spectateurs |

| Feuille de match | Feuille de match | Feuille de match | Feuille de match | Feuille de match                                                  |
| ---------------- | --- | ---------------- | --- | ----------------------------------------------------------------- |
|                  | A. Brooks (R. Duke) – 15 min 11 s E. Cornel (R. Gropp, J. Hicketts) – 22 min 1 s E. Cornel (manqué) R. Gropp (réussi) R. Gardiner (réussi) | 1–0 1–1 2–1 2–2  | 21 min 5 s – J. Kiviranta (M. Pitkanen) 36 min 42 s – J. Kiviranta (M. Pitkanen, O. Nieminen) (manqué) J. Kiviranta (réussi) K. Kapanen (manqué) M. Honkanen | Arbitrage : Andreas Harnebring Andrei Haurylenka Martin Smeibidlo |
| Keven Bouchard   | Gardiens | Kaapo Kahkonen   | | Arbitrage : Andreas Harnebring Andrei Haurylenka Martin Smeibidlo |
| 6 min            | Pénalités | 8 min            | | Arbitrage : Andreas Harnebring Andrei Haurylenka Martin Smeibidlo |
| 27               | Tirs | 25               | | Arbitrage : Andreas Harnebring Andrei Haurylenka Martin Smeibidlo |

#### Demi-finale
| 20 janvier 2012 | Canada | 1-2 (1–1, 0–0, 0–1) | Finlande | Tyrolean Ice Arena 1 426 spectateurs |

| Feuille de match | Feuille de match                                      | Feuille de match | Feuille de match                                                                                               | Feuille de match                                    |
| ---------------- | ----------------------------------------------------- | ---------------- | --- | --------------------------------------------------- |
|                  | J. Carrick (R. Gardiner, E. Cornel) (SN) – 4 min 17 s | 1–0 1–1 1-2      | 11 min 29 s – O. Nieminen (J. Kiviranta, M. Pitkanen) 40 min 26 s – E. Sopanen (O. Nieminen, M. Pitkanen) (SN) | Arbitrage : Simon Aicher Benjamin Hoppe Tilen Pahor |
| Keven Bouchard   | Gardiens                                              | Kaapo Kahkonen   | | Arbitrage : Simon Aicher Benjamin Hoppe Tilen Pahor |
| 8 min            | Pénalités                                             | 10 min           | | Arbitrage : Simon Aicher Benjamin Hoppe Tilen Pahor |
| 17               | Tirs                                                  | 19               | | Arbitrage : Simon Aicher Benjamin Hoppe Tilen Pahor |

#### Match pour la médaille de bronze
| 21 janvier 2012 | Canada | 7-5 (3–1, 4–1, 0–3) | États-Unis | Tyrolean Ice Arena 1 592 spectateurs |

| Feuille de match | Feuille de match | Feuille de match                                | Feuille de match | Feuille de match                                       |
| ---------------- | --- | ----------------------------------------------- | --- | ------------------------------------------------------ |
|                  | E. Cornel (R. Gardiner, J. Hicketts) (SN) – 4 min 19 s R. Pilon (R. Gardiner, E. Cornel) – 6 min 58 s R. Gropp (R. Gardiner, R. Pilon) (SN) – 13 min 22 s A. Brooks (R. Duke, B. Martin) – 21 min 27 s R. Gardiner (J. Hicketts) – 22 min 35 s R. Gropp – 23 min 10 s R. Gropp (R. Gardiner) – 25 min 40 s | 1–0 2–0 3–0 3–1 3–2 4–2 5–2 6–2 7–2 7–3 7–4 7–5 | 14 min 53 s – N. Billitier (A. Baughman) 19 min 40 s – R. MacInnis (J. Eichel) 31 min 44 s – J. Eichel (N. Schmaltz) 38 min 54 s – N. Magyar (J. Jacobs, J. Wegwerth) 40 min 10 s – N. Schmaltz (R. MacInnis, M. Godbout) (SN) | Arbitrage : Stian Halm Benjamin Hoppe Martin Smeibidlo |
| Keven Bouchard   | Gardiens | Logan Halladay                                  | | Arbitrage : Stian Halm Benjamin Hoppe Martin Smeibidlo |
| 8 min            | Pénalités | 12 min                                          | | Arbitrage : Stian Halm Benjamin Hoppe Martin Smeibidlo |
| 19               | Tirs | 40                                              | | Arbitrage : Stian Halm Benjamin Hoppe Martin Smeibidlo |

Rang final :  3

### Luge
Le Canada a qualifié une équipe de deux hommes et une femme.
Hommes
| Athlète       | Épreuve       | Manche 1 | Manche 2 | Total          | Rang |
| ------------- | ------------- | -------- | -------- | -------------- | ---- |
| John Fennell  | Simple hommes | 40 s 162 | 40 s 029 | 1 min 20 s 191 | 7    |
| Mitchel Malyk | Simple hommes | 40 s 096 | 39 s 947 | 1 min 20 s 043 | 5    |

Femmes
| Athlète        | Épreuve       | Manche 1 | Manche 2 | Total          | Rang |
| -------------- | ------------- | -------- | -------- | -------------- | ---- |
| Tara Disturnal | Simple femmes | 40 s 793 | 40 s 903 | 1 min 21 s 696 | 11   |

### Patinage artistique
Le Canada avait qualifié une équipe de danse sur glace, un couple et 2 patineurs. Toutefois, le 4 janvier 2012, il est annoncé qu'en raison d'un conflit d'agenda avec les championnats canadiens (qui ont eu lieu à Moncton), le Canada n'a pu envoyé aucun patineur.

### Saut à ski
Le Canada a qualifié un homme et une femme.
Hommes
| Athlète     | Épreuve           | 1er saut | 1er saut | 2e saut  | 2e saut | Total  | Total |
| Athlète     | Épreuve           | Distance | Points   | Distance | Points  | Points | Rang  |
| ----------- | ----------------- | -------- | -------- | -------- | ------- | ------ | ----- |
| Dusty Korek | Individuel hommes | 72,5 m   | 123,8    | 70,5 m   | 117,0   | 240,8  | 8     |

Femmes
| Athlète        | Épreuve           | 1er saut | 1er saut | 2e saut  | 2e saut | Total  | Total |
| Athlète        | Épreuve           | Distance | Points   | Distance | Points  | Points | Rang  |
| -------------- | ----------------- | -------- | -------- | -------- | ------- | ------ | ----- |
| Taylor Henrich | Individuel femmes | 64,0 m   | 99,4     | 66,0 m   | 105,2   | 204,6  | 5     |

Équipe avec combiné nordique
| Athlète                                  | Épreuve                 | 1er tour | 2e tour | Total | Rang |
| ---------------------------------------- | ----------------------- | -------- | ------- | ----- | ---- |
| Taylor Henrich Nathaniel Mah Dusty Korek | Compétition par équipes | 277,1    | 309,9   | 587,0 | 3    |

### Ski acrobatique
Le Canada a qualifié une équipe complète de ski acrobatique de 4 athlètes.
Ski half-pipe
| Athlète         | Épreuve              | Qualification | Qualification | Finale | Finale |
| Athlète         | Épreuve              | Points        | Rang          | Points | Rang   |
| --------------- | -------------------- | ------------- | ------------- | ------ | ------ |
| Aaron MacKay    | Ski half-pipe hommes | 72,5          | 5 Q           | 76,50  | 6      |
| Shannon Gunning | Ski half-pipe femmes | 64,00         | 4 Q           | 62,00  | 4      |

Ski cross
| Athlète       | Épreuve          | Qualification | Qualification                       | Quart de finale | Demi-finale | Finale   |
| Athlète       | Épreuve          | Temps         | Rang                                | Rang            | Rang        | Rang     |
| ------------- | ---------------- | ------------- | ----------------------------------- | --------------- | ----------- | -------- |
| Matt Herauf   | Ski cross hommes | 57 s 34       | Médaille de bronze, Jeux olympiques | Annulées        | Annulées    | Annulées |
| India Sherret | Ski cross femmes | 1 min 00 s 21 | 4                                   | Annulées        | Annulées    | Annulées |

### Ski alpin
Le Canada a qualifié une équipe complète de deux hommes et deux femmes. L'équipe a été annoncée le 22 juin 2011.
Hommes
| Athlète        | Épreuve      | Finale          | Finale          | Finale          | Finale          |
| Athlète        | Épreuve      | Manche 1        | Manche 2        | Total           | Rang            |
| -------------- | ------------ | --------------- | --------------- | --------------- | --------------- |
| Martin Grasic  | Slalom       | 41 s 57         | 40 s 75         | 1 min 22 s 32   | 10              |
| Martin Grasic  | Slalom géant | N'a pas terminé | N'a pas terminé | N'a pas terminé | N'a pas terminé |
| Martin Grasic  | Super-G      |                 |                 | N'a pas terminé | N'a pas terminé |
| Martin Grasic  | Combiné      | 1 min 06 s 88   | 39 s 49         | 1 min 46 s 37   | 20              |
| Lambert Quezel | Slalom       | N'a pas terminé | N'a pas terminé | N'a pas terminé | N'a pas terminé |
| Lambert Quezel | Slalom géant | 1 min 00 s 75   | 56 s 66         | 1 min 57 s 41   | 16              |
| Lambert Quezel | Super-G      |                 |                 | 1 min 07 s 40   | 20              |
| Lambert Quezel | Combiné      | 1 min 05 s 96   | 40 s 23         | 1 min 46 s 19   | 18              |

Femmes
| Athlète       | Épreuve      | Finale           | Finale           | Finale           | Finale           |
| Athlète       | Épreuve      | Manche 1         | Manche 2         | Total            | Rang             |
| ------------- | ------------ | ---------------- | ---------------- | ---------------- | ---------------- |
| Roni Remme    | Slalom       | 42 s 05          | 39 s 20          | 1 min 21 s 25    | 2                |
| Roni Remme    | Slalom géant | 1 min 00 s 04    | 1 min 00 s 03    | 2 min 00 s 07    | 15               |
| Roni Remme    | Super-G      |                  |                  | N'a pas terminée | N'a pas terminée |
| Roni Remme    | Combiné      | 1 min 06 s 37    | 36 s 89          | 1 min 43 s 26    | 9                |
| Mikaela Tommy | Slalom       | N'a pas terminée | N'a pas terminée | N'a pas terminée | N'a pas terminée |
| Mikaela Tommy | Slalom géant | 57 s 69          | N'a pas terminée | N'a pas terminée | N'a pas terminée |
| Mikaela Tommy | Super-G      |                  |                  | 1 min 07 s 06    | 11               |
| Mikaela Tommy | Combiné      | N'a pas terminé  | N'a pas terminé  | N'a pas terminé  | N'a pas terminé  |

Équipe
| Athlète                                               | Épreuve                              | Quart de finale | Demi-finale   | Finale        | Rang |
| ----------------------------------------------------- | ------------------------------------ | --------------- | ------------- | ------------- | ---- |
| Mikaela Tommy Martin Grasic Roni Remme Lambert Quezel | Épreuve parallèle par équipes mixtes | Autriche D 0-4  | Non qualifiée | Non qualifiée |      |

### Ski de fond
Le Canada a qualifié une équipe d'un homme et d'une femme.
Homme
| Athlète          | Épreuve      | Finale        | Finale |
| Athlète          | Épreuve      | Temps         | Rang   |
| ---------------- | ------------ | ------------- | ------ |
| Matthew Saurette | 10 km hommes | 32 min 55 s 8 | 29     |

Femme
| Athlète             | Épreuve     | Finale        | Finale |
| Athlète             | Épreuve     | Temps         | Rang   |
| ------------------- | ----------- | ------------- | ------ |
| Maya Macisaac-Jones | 5 km femmes | 16 min 31 s 0 | 17     |

Sprint
| Athlète             | Épreuve       | Qualification | Qualification | Quart de finale | Quart de finale | Demi-finale  | Demi-finale  | Finale        | Finale        |
| Athlète             | Épreuve       | Total         | Rang          | Total           | Rang            | Total        | Rang         | Total         | Rang          |
| ------------------- | ------------- | ------------- | ------------- | --------------- | --------------- | ------------ | ------------ | ------------- | ------------- |
| Matthew Saurette    | Sprint hommes | 1 min 49 s 26 | 23 Q          | 1 min 48 s 4    | 6               | Non qualifié | Non qualifié | Non qualifié  | Non qualifié  |
| Maya Macisaac-Jones | Sprint femmes | 2 min 01 s 99 | 15 Q          | 2 min 01 s 3    | 1 Q             | 2 min 02 s 4 | 4            | Non qualifiée | Non qualifiée |

Mixte
| Athlète                                                              | Épreuve                           | Finale            | Finale  | Finale |
| Athlète                                                              | Épreuve                           | Temps             | Manqués | Rang   |
| -------------------------------------------------------------------- | --------------------------------- | ----------------- | ------- | ------ |
| Danielle Vrielink Maya Macisaac-Jones Stuart Harden Matthew Saurette | Relais mixte ski de fond/biathlon | 1 h 08 min 10 s 9 | 0+4     | 13     |

### Snowboard
Le Canada a qualifié une équipe complète de 4 athlètes (2 hommes et 2 femmes).
Hommes
| Athlète            | Épreuve           | Qualification | Qualification | Qualification | Demi-finale | Demi-finale | Demi-finale | Finale   | Finale   | Finale |
| Athlète            | Épreuve           | Manche 1      | Manche 2      | Rang          | Manche 1    | Manche 2    | Rang        | Manche 1 | Manche 2 | Rang   |
| ------------------ | ----------------- | ------------- | ------------- | ------------- | ----------- | ----------- | ----------- | -------- | -------- | ------ |
| Michael Ciccarelli | Half-pipe hommes  | 53,25         | 78,75         | 4 q           | 84,75       | 77,25       | 1 Q         | 74,50    | 84,00    | 4      |
| Michael Ciccarelli | Slopestyle hommes | 86,50         | 90,75         | 1 Q           |             |             |             | 85,75    | 94,25    | 1      |
| Tyler Nicholson    | Slopestyle hommes | 55,75         | 82,75         | 3 Q           |             |             |             | 44,25    | 84,00    | 6      |

Femmes
| Athlète           | Épreuve           | Qualification | Qualification | Qualification | Demi-finale | Demi-finale | Demi-finale | Finale        | Finale        | Finale        |
| Athlète           | Épreuve           | Manche 1      | Manche 2      | Rang          | Manche 1    | Manche 2    | Rang        | Manche 1      | Manche 2      | Rang          |
| ----------------- | ----------------- | ------------- | ------------- | ------------- | ----------- | ----------- | ----------- | ------------- | ------------- | ------------- |
| Audrey McManiman  | Half-pipe femmes  | 51,50         | 37,00         | 7 q           | 64,25       | 34,00       | 4           | Non qualifiée | Non qualifiée | Non qualifiée |
| Audrey McManiman  | Slopestyle hommes | 83,00         | 30,00         | 1 Q           |             |             |             | 84,25         | 62,75         | 1             |
| Quincy Korte-King | Half-pipe femmes  | 57,00         | 59,00         | 5 q           | 48,25       | 71,75       | 3 Q         | 61,25         | 69,75         | 5             |
| Quincy Korte-King | Slopestyle hommes | 75,75         | 66,00         | 6 Q           |             |             |             | 49,00         | 51,50         | 7             |

## Sources
- (en) Cet article est partiellement ou en totalité issu de l’article de Wikipédia en anglais intitulé « Canada at the 2012 Winter Youth Olympics » (voir la liste des auteurs).